# Ван Вурен, Моник
Моник ван Вурен (нидерл. Monique van Vooren; 25 марта 1927, Брюссель — 25 января 2020, Манхэттен, Нью-Йорк) — бельгийская и американская актриса, танцовщица и певица.

## Биография
Моник родилась в Брюсселе в семье бельгийцев Джорджа Бронза и Луизы ван Вурен. Моника была чемпионкой по фигурному катанию и получила титул королевы красоты Бельгии. Она изучала философию и языки, научилась говорить на английском, итальянском, французском, немецком, испанском, голландском и греческом языках. В 1946 году она впервые посетила США.
В 1950 году начала кинокарьеру в Италии в кинодраме режиссера Леониде Моджи «Завтра будет слишком поздно» в роли Джианина. Участвовала в фильме выдающегося итальянского кинорежиссера Пьера Паоло Пазолини «Декамерон». На Бродвее Ван Вурен играла роль в фильме Джона Мюррея Андерсона «Альманах» и «Человек на Луне». В 60-е — начале 70-х снималась во Франции, Италии, США. В 1983 году «Сигнет» опубликовала её книгу «Ночное святилище». Она описала в книге «темные стороны людей».
Моник ван Вурен умерла в возрасте 92 лет в Нью-Йорке 28 января 2020.

## Фильмография
| Год       |   | Русское название              | Оригинальное название        | Роль                    |
| --------- | - | ----------------------------- | ---------------------------- | ----------------------- |
| 1950      | ф | Завтра будет слишком поздно   | Domani è troppo tardi        | Джаннина                |
| 1953      | ф | Тарзан и дьяволица            | Tarzan and the She-Devil     | Лира, дьяволица         |
| 1955      | ф | Чёрная серия                  | Série noire                  | Элен                    |
| 1955      | ф | Задай им жару                 | Ça va barder                 | Ирэн                    |
| 1957      | с | Продюсерская витрина          | Producers' Showcase          | Маринка                 |
| 1957      | ф | Десять тысяч спален           | Ten Thousand Bedrooms        |                         |
| 1958      | ф | Жижи                          | Gigi                         | шоугёрл                 |
| 1959      | с | Воскресная витрина            | Sunday Showcase              | Зизи Молнари            |
| 1959      | ф | Счастливого юбилея            | Happy Anniversary            | Джанетт Ревер           |
| 1959—1963 | с | Шоу недели Дюпонта            | The DuPont Show of the Week  | Крис                    |
| 1961      | с | Час «Юнайтед Стейтс Стил»     | The United States Steel Hour | Симон Даррел            |
| 1965      | с | Испытания О’Брейна            | The Trials of O'Brien        | Ив Сент-Клер            |
| 1967      | ф | Бесстрашный Фрэнк             | Fearless Frank               | Плетора                 |
| 1965      | с | Бэтмен                        | Batman                       | Мисс Клин               |
| 1970      | с | NBS: Эксперимент в телевизоре | NBC Experiment in Television |                         |
| 1971      | ф | Декамерон                     | Il Decameron                 | королева                |
| 1973      | ф | Сахарное печенье              | Sugar Cookies                | Хелен                   |
| 1973      | ф | День покаяния                 | Ash Wednesday                | немка                   |
| 1973      | ф | Тело для Франкенштейна        | Flesh for Frankenstein       | Катрин фон Франкенштейн |
| 1987      | ф | Уолл-стрит                    | Wall Street                  | женщина на 21-й улице   |
| 2012      | ф | Проклятый камень              | Greystone Park               | Моник                   |

## Дискография
- Mink in Hi-Fi (1958)